# Остерліттенс
Остерліттенс (нід. Oosterlittens, фриз. Easterlittens) — село в нідерландській провінції Фрисландія. Входить до муніципалітету Леуварден.
Його площа становить 6,20км², а населення станом на 2021 рік складало 465 осіб.
Перша згадка про населений пункт датується  of-им сторіччям.

## Галерея

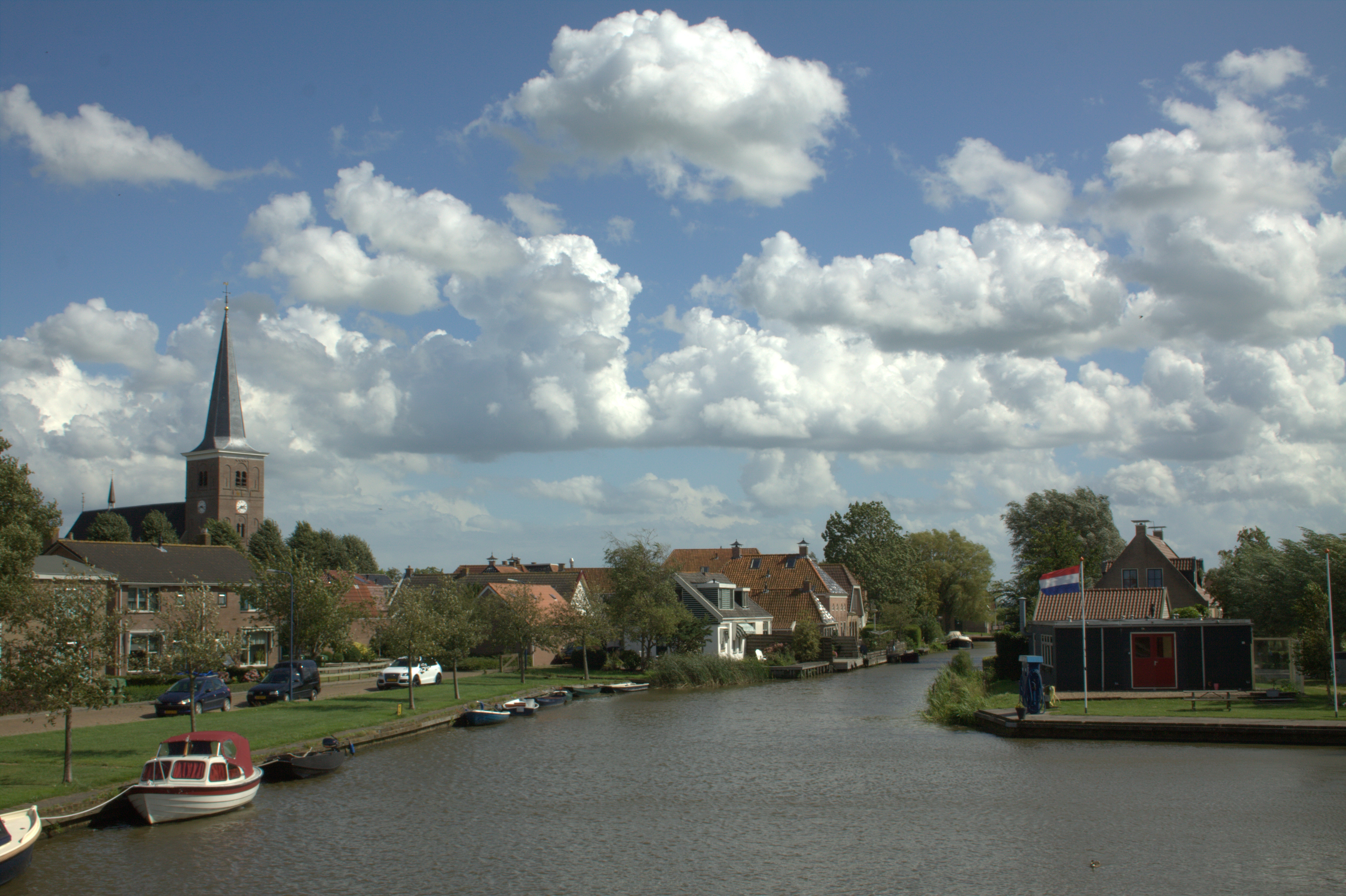
Вид з боку каналу
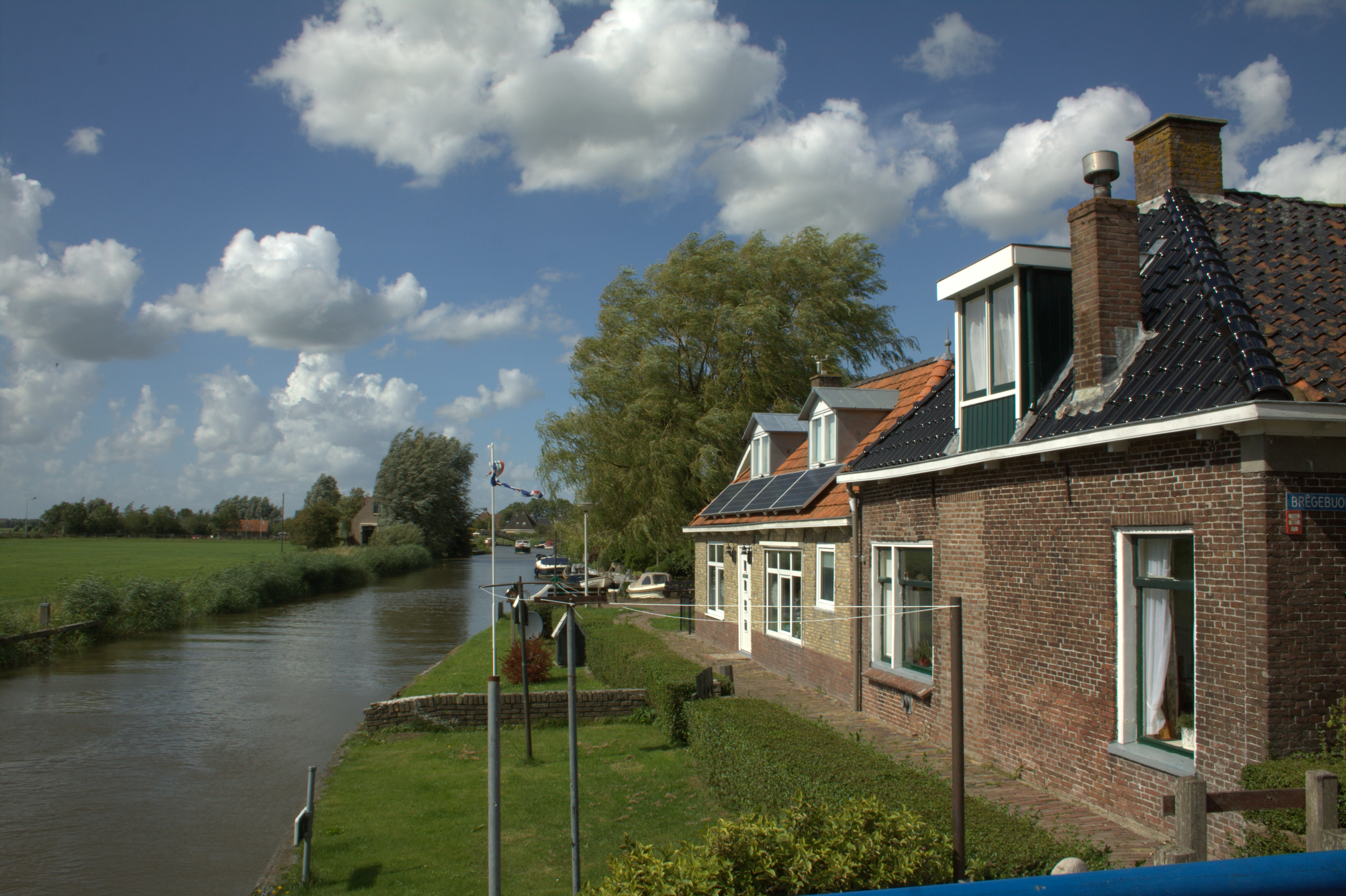
Будинки понад каналом
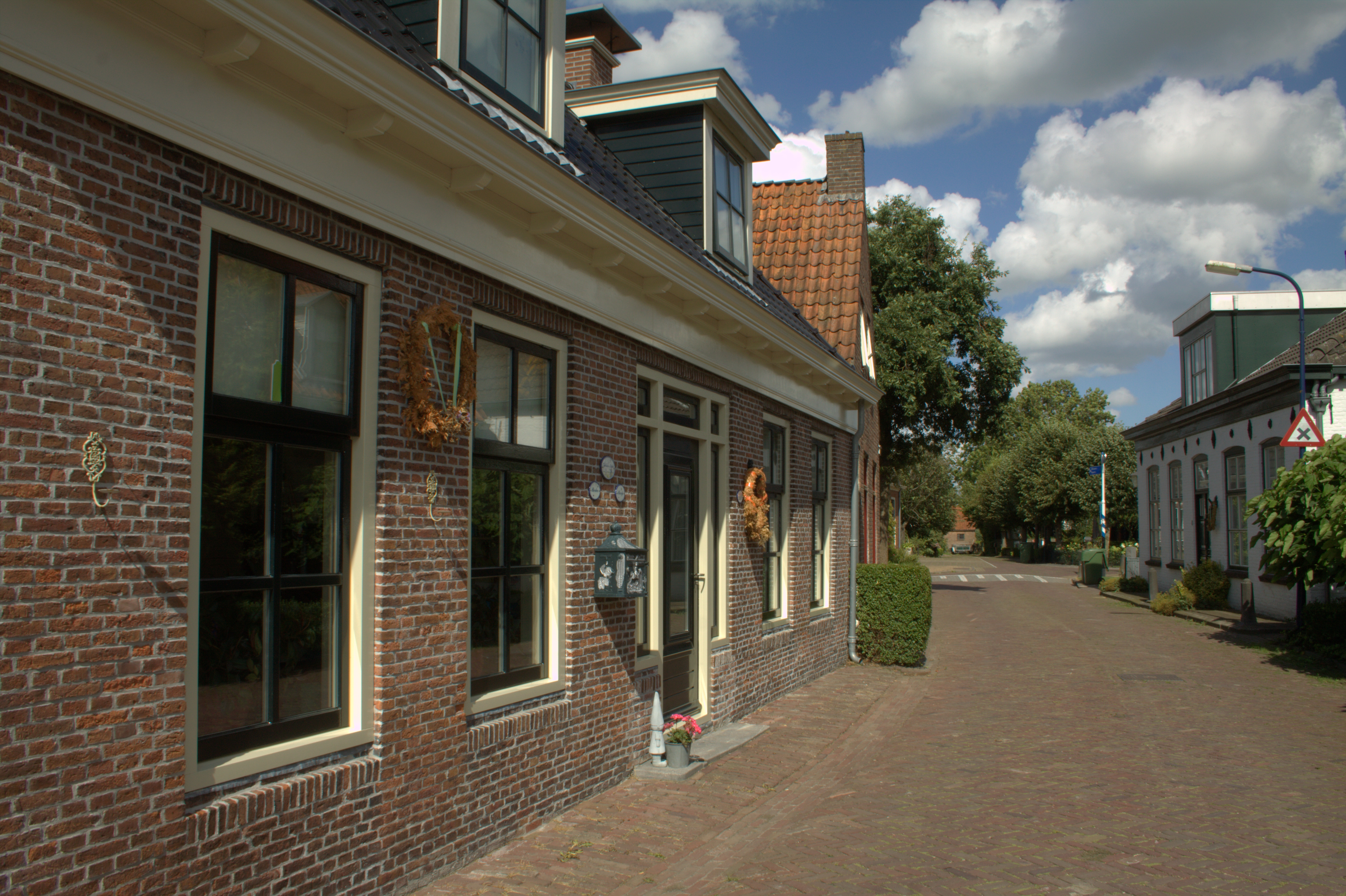
Вулиця в Остерліттенсі
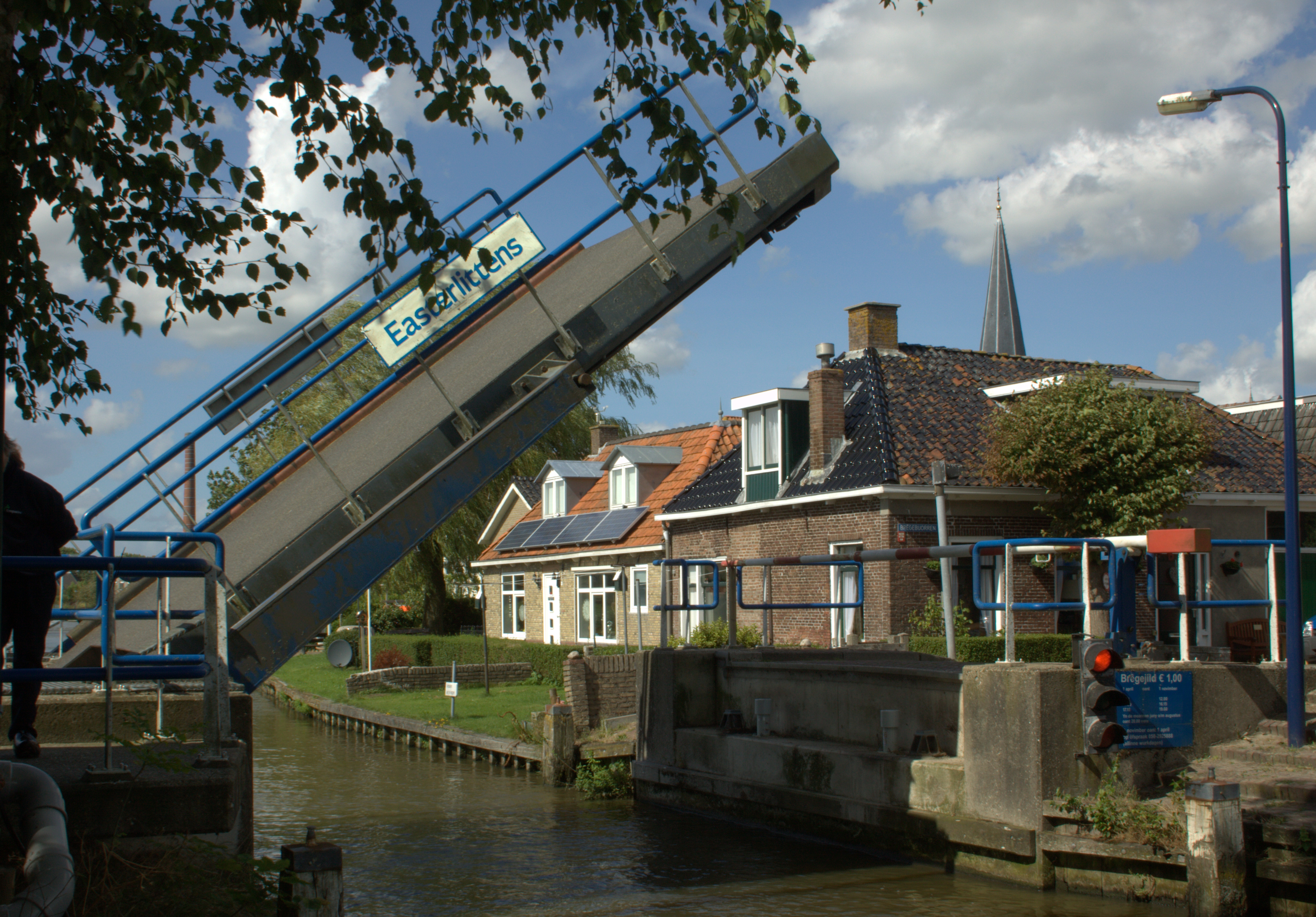
Міст у селі